# Washingtoni Egyetem Földrajzi Tanszék
A Washingtoni Egyetem seattle-i campusán működő Földrajzi Tanszék a „mennyiségi forradalom” (a földrajz, mint tudományág szerepét rendező szemléletmódváltás) jelentős szereplője volt. A Bölcsészet- és Természettudományi Főiskola részeként működő tanszék vezetője Sarah Elwood.
Az intézmény a földrajztudományi mesterképzések rangsorában rendszerint előkelő helyezést ér el.

## Nevezetes személyek
- Brian Berry[4]
- Edward Ullmann[5]
- Waldo R. Tobler[6]
- William Bunge[7]
- William Garrison[8]

## Fordítás
- Ez a szócikk részben vagy egészben  a   Department of Geography, University of Washington című angol Wikipédia-szócikk ezen változatának fordításán alapul.  Az eredeti cikk szerkesztőit annak laptörténete sorolja fel. Ez a jelzés csupán a megfogalmazás eredetét és a szerzői jogokat jelzi, nem szolgál a cikkben szereplő információk forrásmegjelöléseként.